# Parroquia Simón Bolívar
Simón Bolívar conocida también como Julio Moreno, es una parroquia rural de la provincia de Santa Elena, pertenece administrativamente al Cantón Santa Elena. Está constituida por la cabecera parroquial denominada con el mismo nombre,  cuyo territorio ancestral de la costa ecuatoriana tiene raíces de culturas Manteño-huancavilca. La parroquia es conocida por sus restos arqueológicos de las culturas ancestrales como los tótems de guasango y las estelas de piedra de Sacachún.
La parroquia es conocida por el "camino de los dioses" (800 DC al 1532 DC), una antigua ruta que recorre las tribus milenarias que habitaban en el territorio, que pertenecen en la actualidad, a la provincia del Guayas y Santa Elena, que se caracteriza por la conservación de monolitos en un trayecto cercanos a los 75 km.

## Historia
Los habitantes que existieron en la parroquia Simón Bolívar vinieron de Chanduy y Colonche, ellos eran agricultores y ganaderos que en tiempo de verano buscaban lugares donde existiera pasto con mayor vegetación para el ganado vacuno porque donde ellos vivían, en tiempo de verano el pasto se secaba y se dieron cuenta de lo abundante del pasto y comenzaron a venir más seguidamente construyeron unas viviendas precarias y así se formó un caserío.
Cuando se establecieron los agricultores,  se dedicaron a sembrar maíz,  caña de azúcar,  en tiempos de cosecha recolectaban el producto y lo trasladaban en mulares, tardaban tres días y cuando anochecía armaban su carpa hasta el siguiente día, porque en ese tiempo no existía la carretera.  Sacaban los productos a Santa Elena,  Chanduy y San Vicente,  intercambiaban sus productos mediante trueque. 
La cabecera o población más importante de estos territorios se formó en lo que es actualmente la Comuna La Barranca, cuyo nombre se la conocía originalmente debido a la cercanía del gran barranco donde se fundó, población que al ir creciendo decidió solicitar su ascenso a parroquia rural.
La bautizaron como Simón Bolívar. En marzo de 1928, el ministro del Interior del régimen del Dr. Isidro Ayora, don Julio Moreno Peñaherrera (ideólogo liberal), gestionó la parroquialización y en su homenaje los moradores sugirieron su nombre.  Recién en 1995,  se convirtió en comuna autónoma para proteger sus 13.173 hectáreas. Simón Bolívar ha pasado a ser parte de la provincia de Santa Elena, en el año 2008 y como parte de ella presenta los indicadores más preocupantes de necesidades básicas insatisfechas, se ha despoblado y su amplio territorio tiene una baja densidad poblacional.
La parroquia rural tiene un legado cultural de la época prehispánica y colonial, reliquias que se han mantenido con el paso de los años es así que
en la Comuna Julio Moreno (Simón Bolívar) se expone a los monolitos de Cira y Cirilo madre y padre milenario que se mantienen en el parque de parroquia como símbolo de la heredad ancestral, también encontramos círculo de piedra, estelas, el culto de los dioses, En Sacachún está el monolito de San Biritute de 2.35 metros de alto conocido por las creencias de fertilidad de lluvias.
Legado Ancestral:

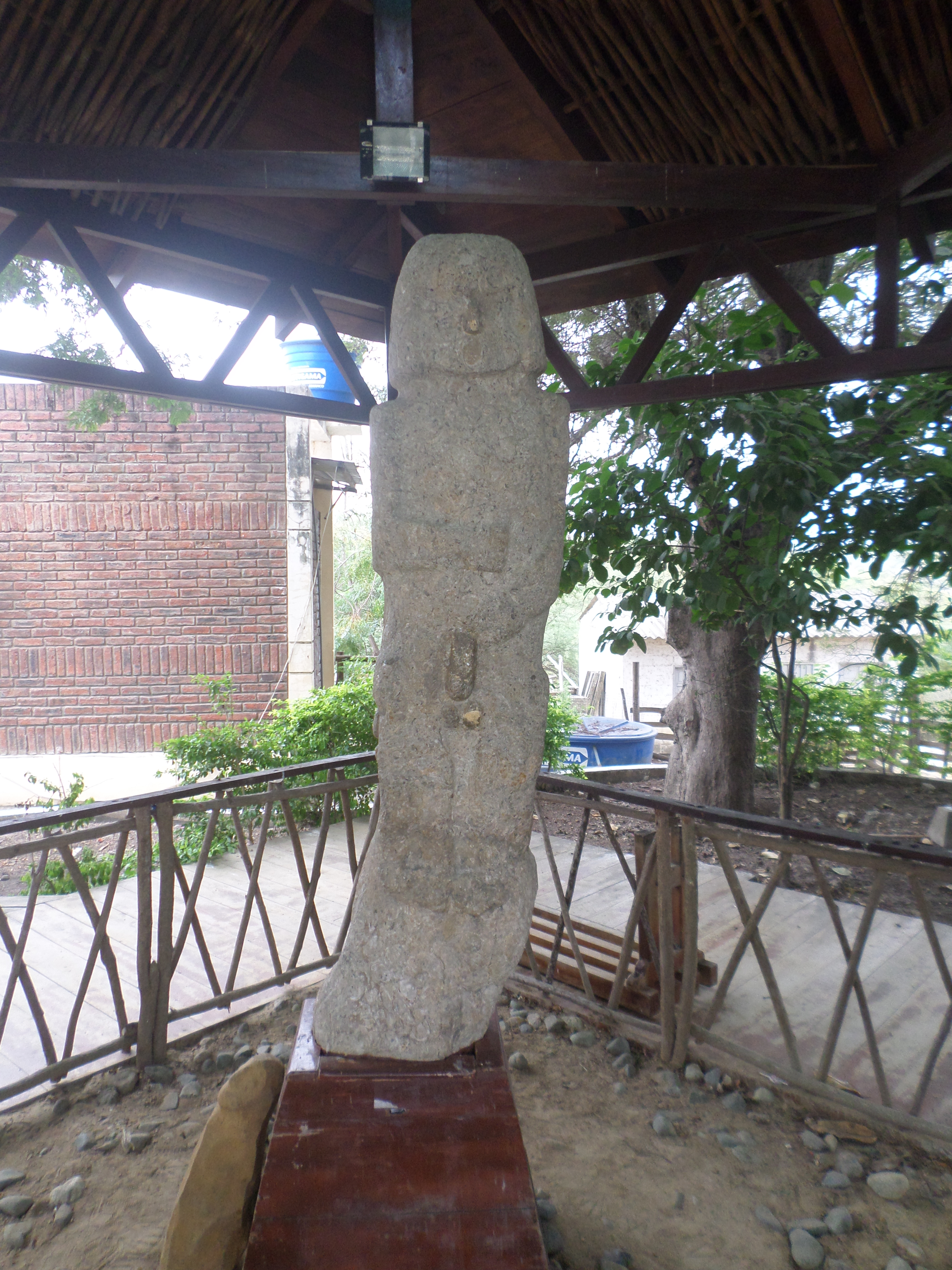
San Biritute en Sacachún
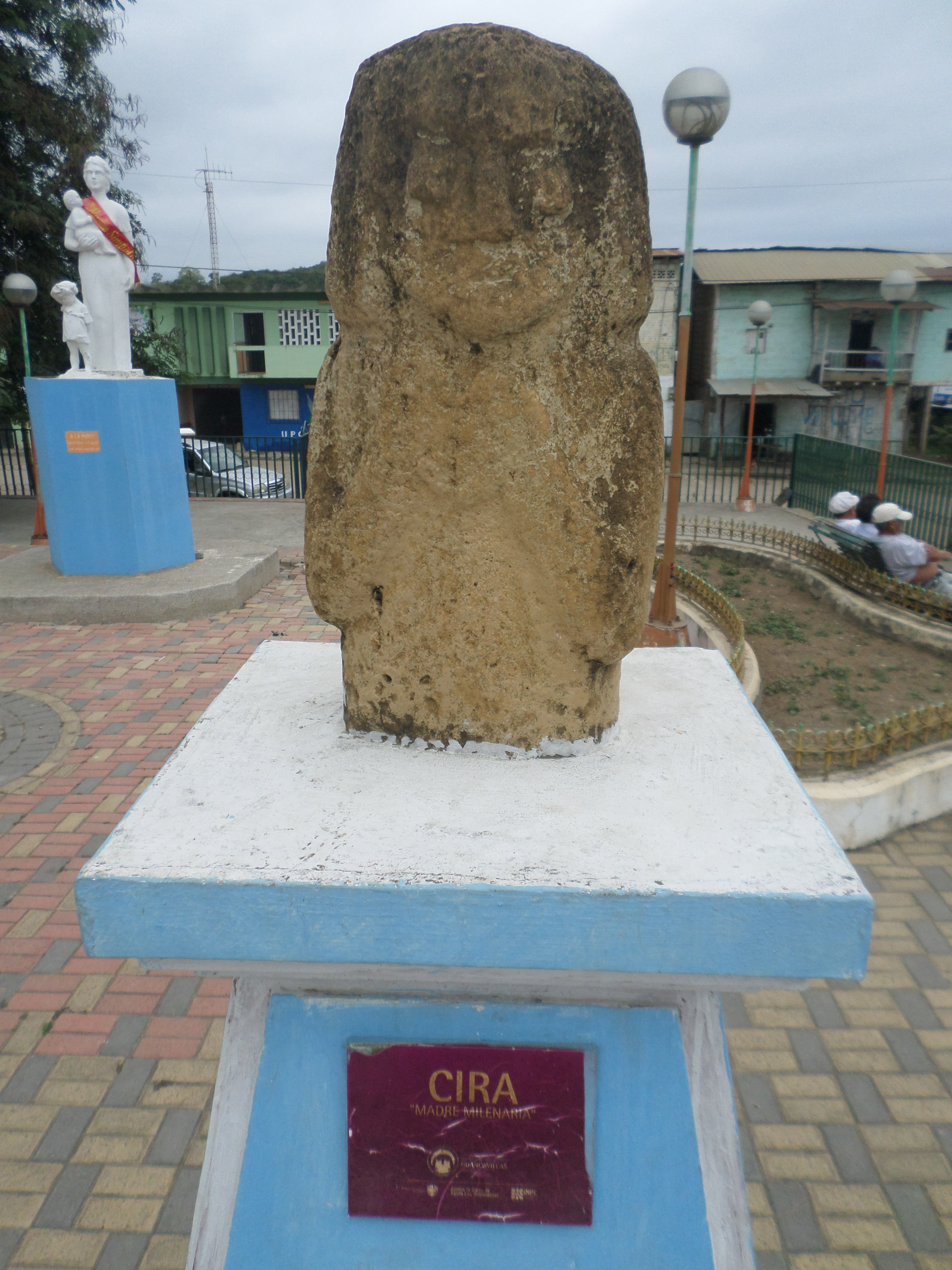
Cira en Julio Moreno
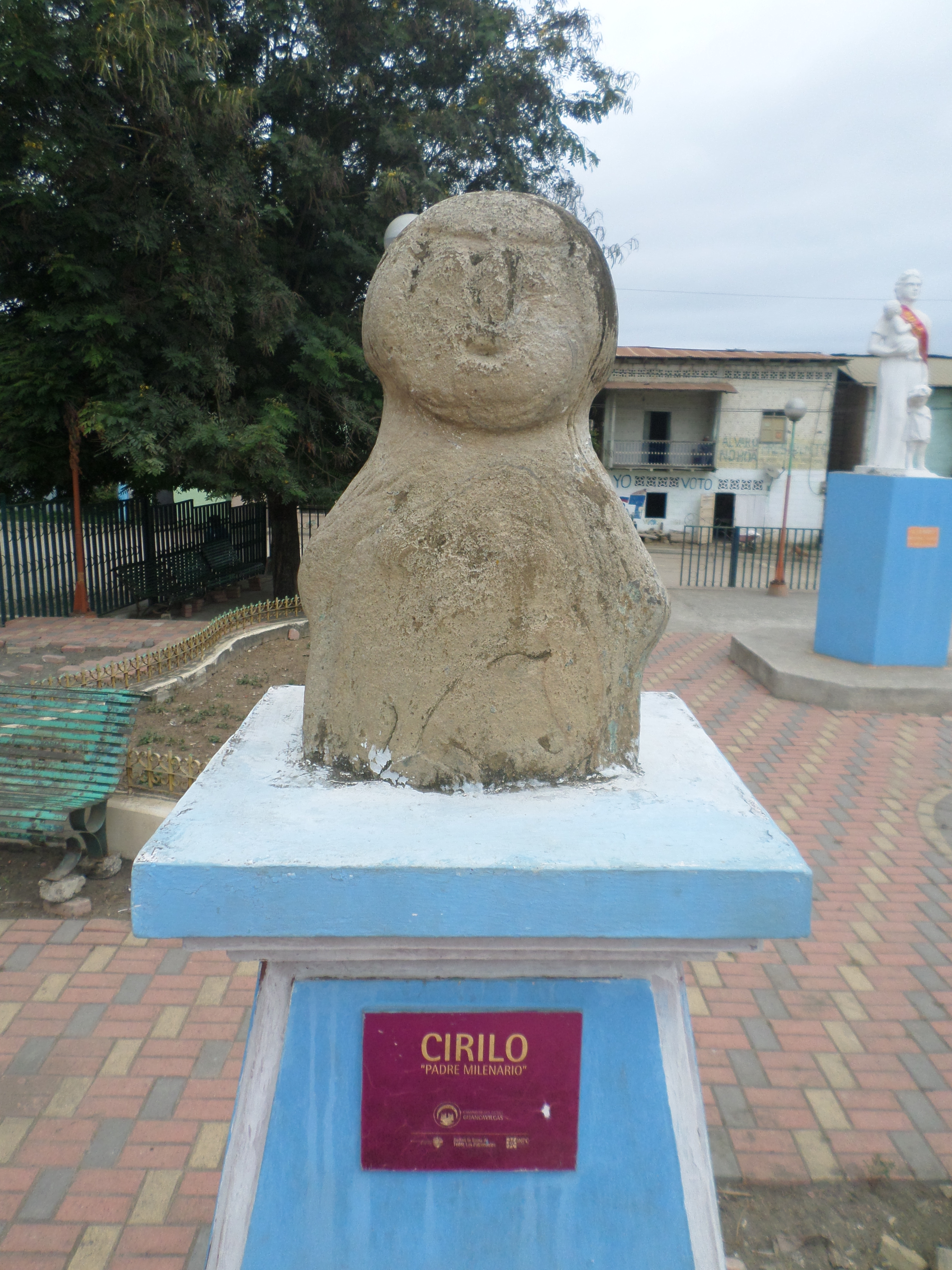
Cirilo en Julio Moreno
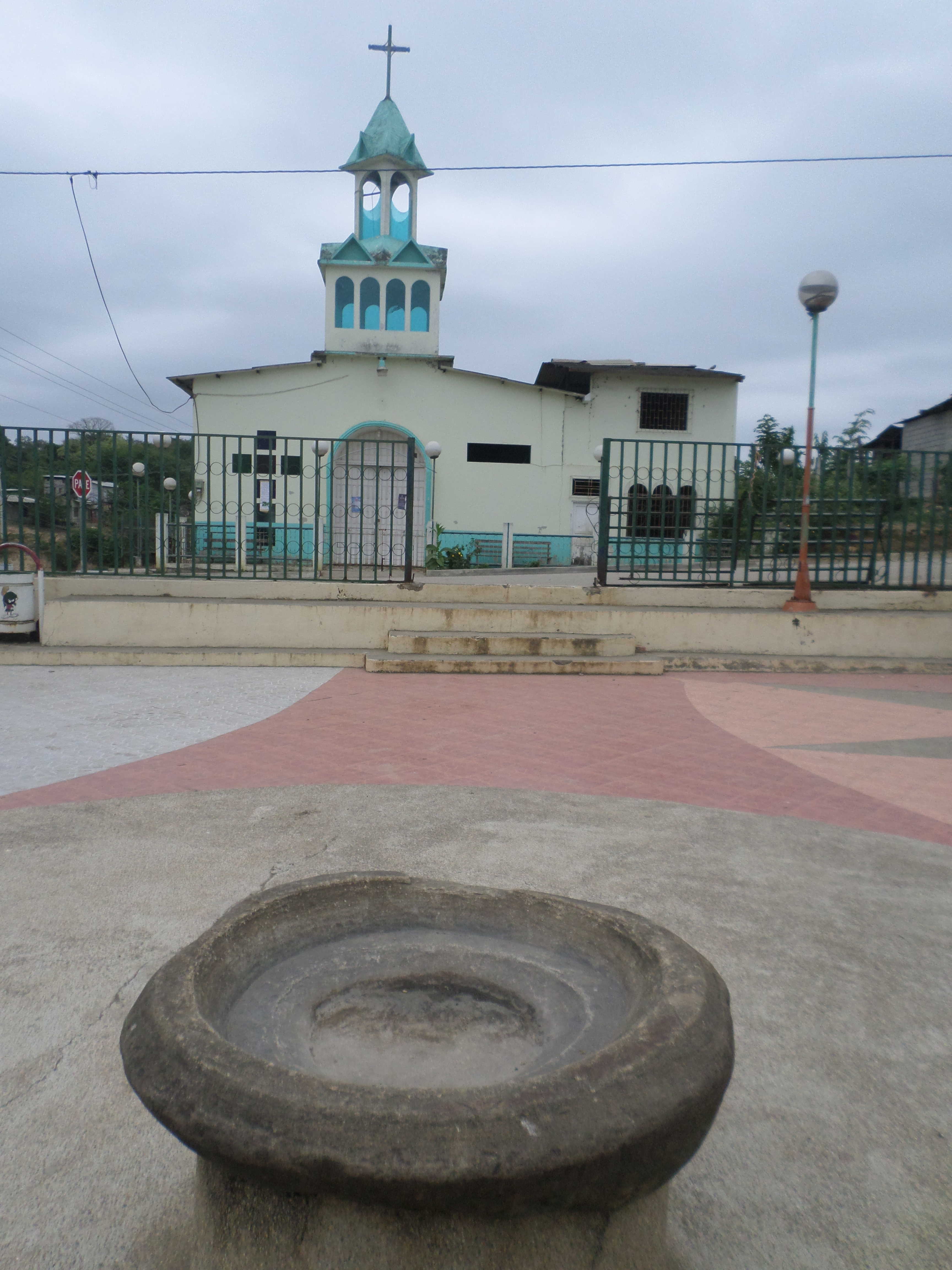
Circulo de piedra

## Datos Geográficos
Está ubicada en plena Cordillera Chongón-Colonche, su población es de 3296 habitantes según el censo poblacional del 2010 con una densidad bruta de 5,91 hab./km².Toda la parroquia es 100 % rural. 
La parroquia Simón Bolívar, está ubicada al este de la provincia de Santa Elena, cuenta con una extensión de 557,50 km². Sus límites son: Al Norte: Parroquia rural Colonche. Sur: Parroquia rural de Chanduy. Este: provincia del Guayas, cantones de Guayaquil, Isidro Ayora y Pedro Carbo. Oeste: parroquias de Colonche y Santa Elena.

## Salud
La parroquia consta de una unidad satélite del MSP (Ministerio de salud pública) ubicada en la cabecera parroquial donde atienden 2 médicos rurales a toda la población en atención primaria de salud, adicionalmente la comuna Limoncito cuenta con el servicio de salud a través de APROFE,  cabe destacar que la atención no es permanente y la medicina es deficiente. En el caso de mujeres embarazadas el 
control se lo realiza en la unidad satélite y el parto es derivado al Hospital de Santa Elena.

## Estructura Administrativa

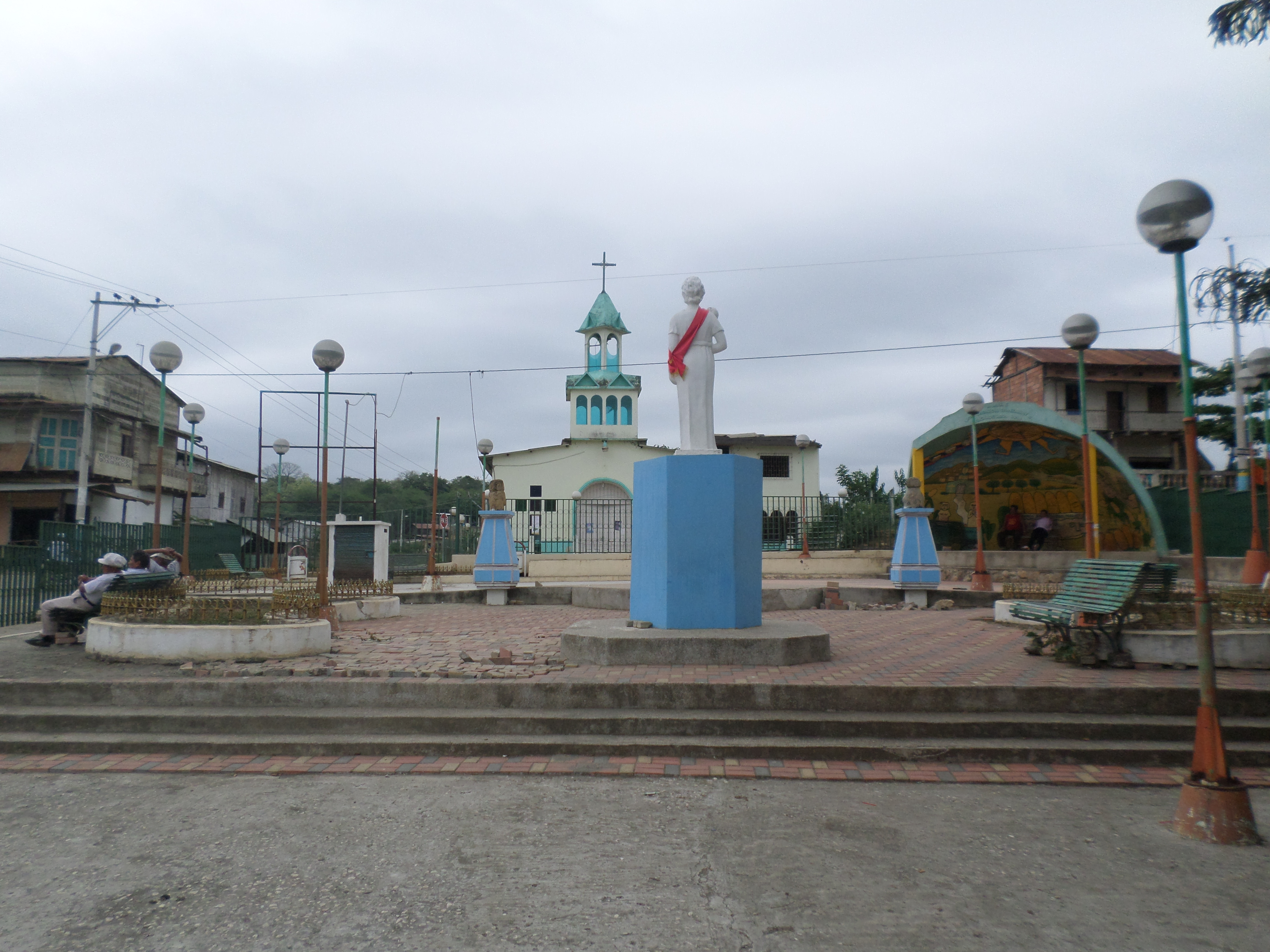
Parque central de Simón Bolívar o Julio Moreno (La Barranca), cabecera parroquial

La estructura política de Simón Bolívar está constituida por el Gobierno parroquial y por el Cabildo,  organizaciones  comunales  (6  comunas)  integradas por 5 miembros,  adicionalmente cuenta con 3 organizaciones de mujeres, y diferentes asociaciones como ganaderos, artesanos, microempresarios, entre otros. A continuación las poblaciones de la parroquia:
- Juntas del Pacífico
- Limoncito
- Sube y Baja
- Sacachún
- Bellavista
- Simón Bolívar (La Barranca)
- Santa Ana
- Íceras
- La naranja
- Frutilla
- Chirigua

## Economía
Referente a lo económico,  el sector agropecuario hay pocas unidades de producción; pero existen, pequeños agricultores que trabajan sus tierras comunales al no tener los suficientes recursos que permitan invertir adecuadamente generando efectos negativos obteniendo poca rentabilidad.
Una desventaja para los cultivos es la provisión de agua que es solo por temporadas. Es así que se dedican a la agricultura en temporada de invierno  (desde febrero a mayo o junio)  y a la cosecha y procesamiento de la Ciruela desde el mes de septiembre hasta el mes de diciembre. Actualmente, existen dos canales Presa Chongón –Azúcar y Chongón San Vicente (Colonche) que atraviesan las poblaciones de Juntas del Pacífico, Julio Moreno y Sube y Baja, pero no poseen canales secundarios para abastecer a dichas comunidades. 
Los poblados de Julio Moreno y Juntas del Pacífico, están desarrollando actividades comerciales a menor escala, lo que les ayuda a tener ingresos durante todo el año. Hay una carencia evidente de trabajo, de oportunidades. 
En la comuna Juntas del Pacífico se dedican a la producción agrícola, hay necesidad de agua para los cultivos. Existe producción maíz y su producción estrella la ciruela, sin embargo,  hay amenazas por las invasiones o personas que han comprado terreros fuera de la comunidad, de acuerdo a criterios de los comuneros estiman unas 4000 hectáreas.